# Schoffel

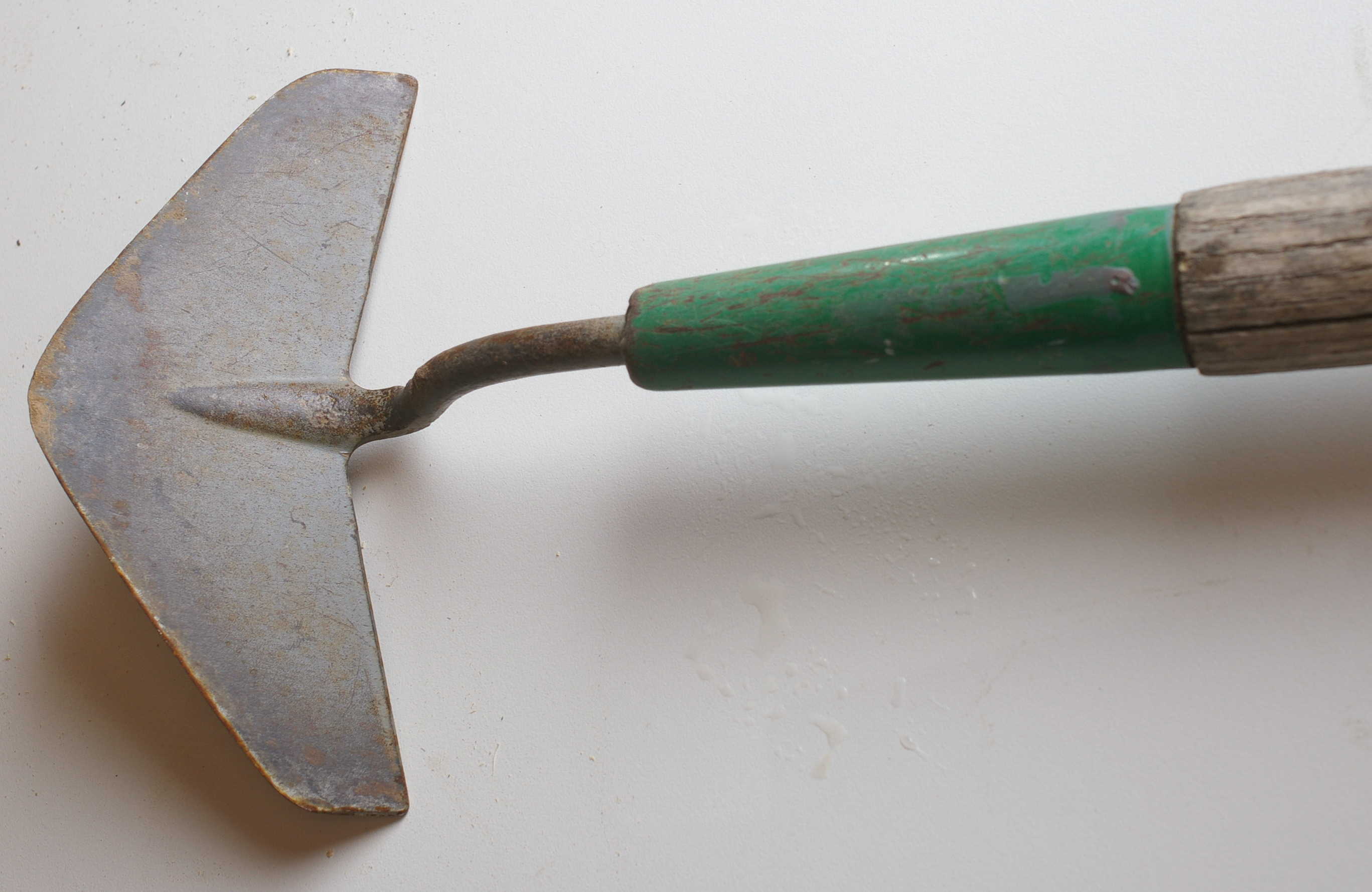
Schoffel met puntvormig blad

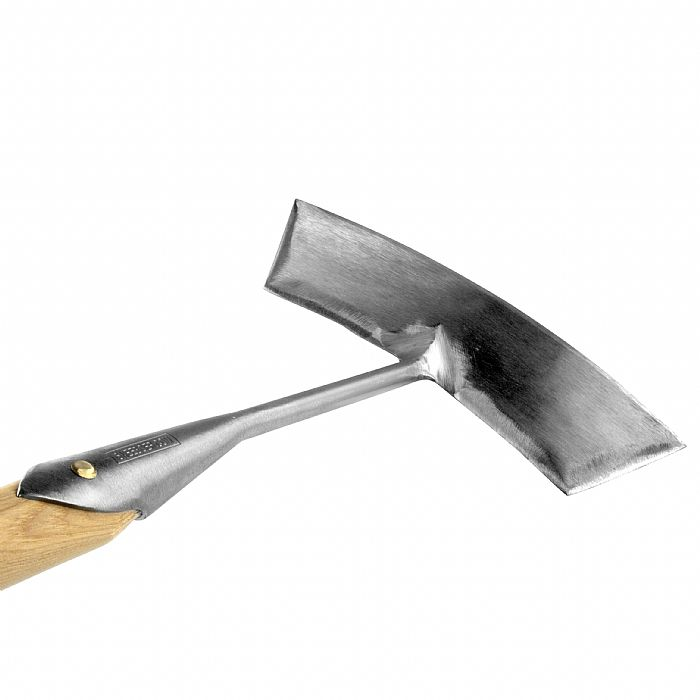
Schoffel met gebogen blad

Een schoffel is een stuk tuingereedschap in de vorm van een horizontaal liggend mes dat bevestigd is aan een houten, aluminium of composiet steel. Het wordt gebruikt om onkruid van zijn wortel los te snijden, zodat het uitdroogt en doodgaat. Tegelijk wordt de grond losgemaakt en bovendien de capillaire werking van de bodem verbeterd.
Het blad van een schoffel kan verschillende vormen hebben. Het kan recht, gebogen, puntvormig of rond zijn. Er zijn schoffels waarvan het blad alleen aan de voorkant is geslepen. Bij anderen is zowel de voorkant als de achterkant geslepen. Bij deze laatste kan er zowel vooruit, als achteruit worden geschoffeld. Door het gebruik van de lange houten steel kan men rechtopstaand werken. Om kracht te kunnen zetten (te duwen) is schuin boven op de steel doorgaans een handvat (hilt) bevestigd.
Het schoffelen is vooral effectief bij zaadonkruiden (onkruiden die zich voornamelijk vermeerderen via zaad). Bij wortelonkruiden (onkruiden die zich via het wortelstelsel vermeerderen) zal men vaker moeten schoffelen, om de plant uit te putten.
De beste schoffels zijn niet geslepen maar gesmeed. Een gesmede schoffel heeft een taps toelopend blad waardoor het tijdens het gebruik zelfslijpend is, en dus altijd scherp blijft. Deze schoffels zijn duurder in aanschaf, dit omdat smeden een kostbaardere bewerking is dan slijpen.
Voor het verwijderen van onkruid kan ook een hak worden gebruikt. Net als bij de schoffel wordt het onkruid hierbij vlak onder de grond afgesneden.